# Lakland
Lakland est une entreprise américaine de fabrication de basses fondée en 1994 par le musicien Dan Lakin et le luthier Hugh McFarland.  Lakland est un mot-valise formé à partir des noms des deux fondateurs.
En 2010, l'entreprise est rachetée par le groupe Hanson Musical Instruments et c'est John Pirruccello qui est nommé président de Lakland.
Les basses Lakland sont distribuées en France par Saico.

## Les Instruments[3]
Lakland propose deux gammes principales d'instruments : la série US, produite aux États-Unis et la série Skyline qui propose des basses plus abordables dont les pièces sont fabriquées en Indonésie et assemblées aux États-Unis.
- Série US 44
- Série US 55
- Série US Hollowbody
- Skyline 44
- Skyline 55
- Skyline Hollowbody
- Daryl Jones Signature

## Artistes Lakland
- Geezer Butler
- Darryl Jones qui dispose de sa propre série signature[4].
- Adam Clayton
- Ben Kenney
- Keiff Duffy